# Rohrhardsberg
Der Rohrhardsberg ist mit 1153,2 m ü. NHN der nördlichste Gipfel des langgestreckten, in Nord-Süd-Richtung verlaufenden Farnberg-Plateaus mit mehreren bis 1172,3 m ü. NHN hohen Erhebungen im Mittleren Schwarzwald.

## Lage

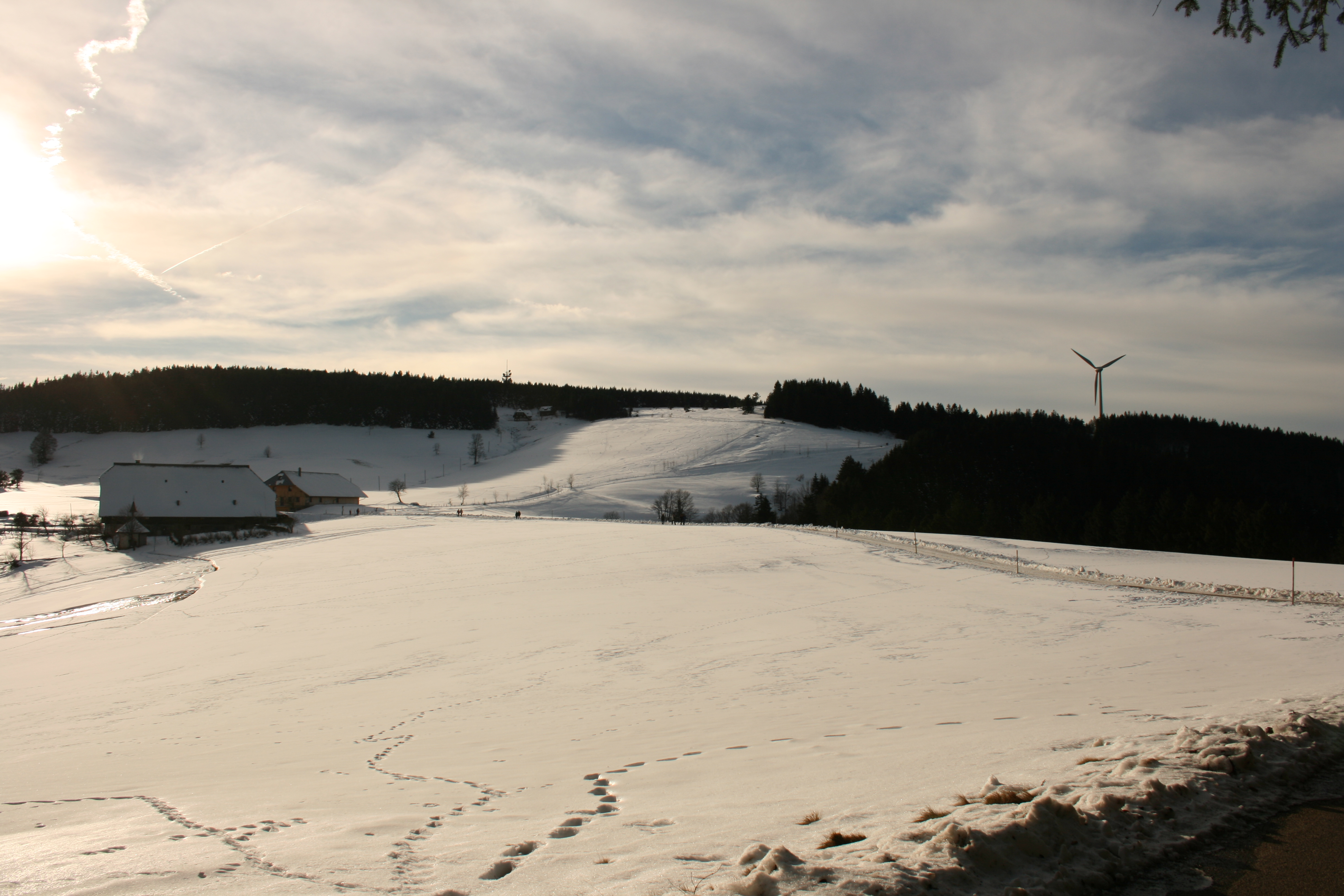
Der Gipfel im Winter

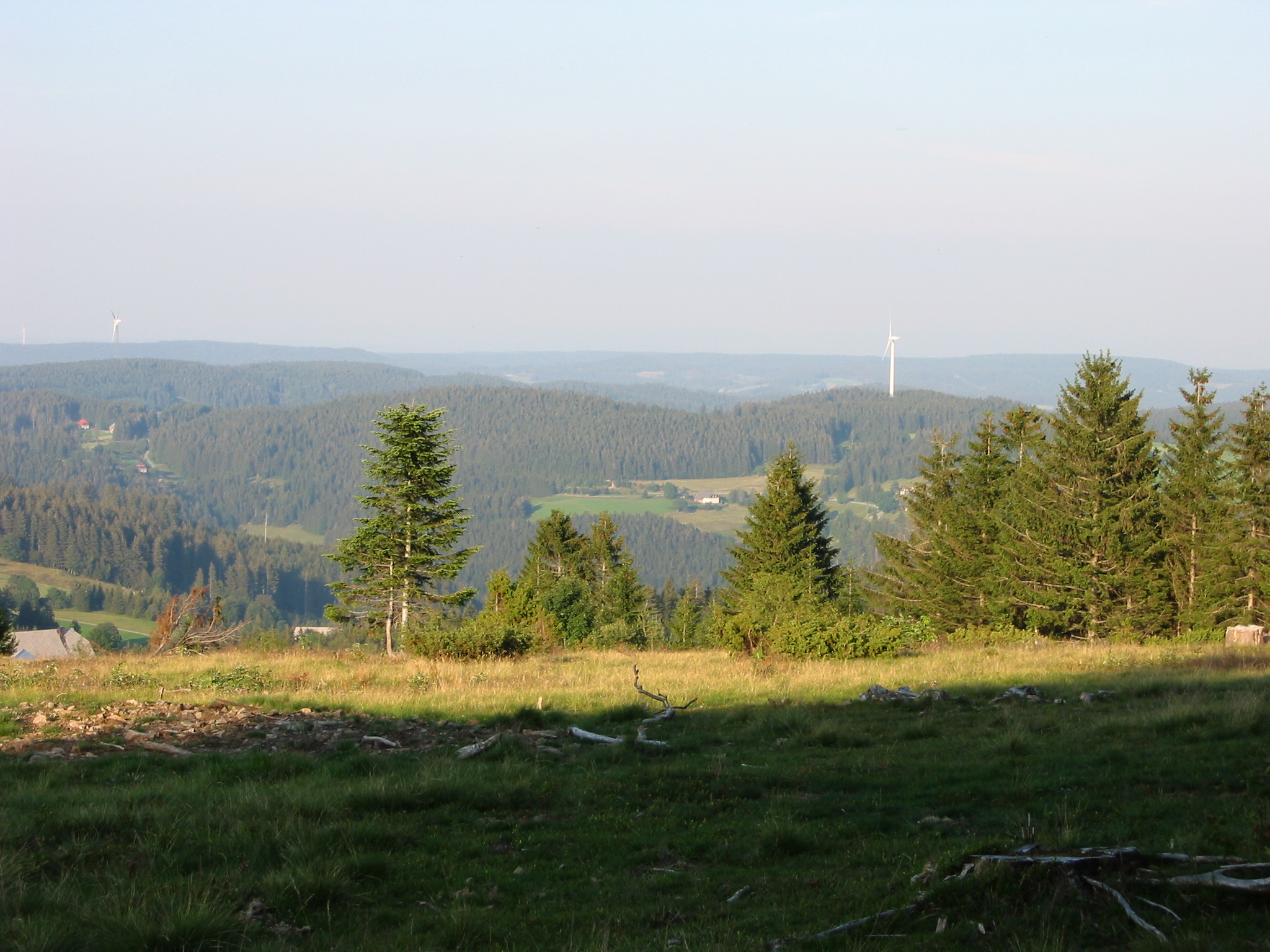
Aussicht vom Gipfel

Das Farnberg-Plateau mit dem Rohrhardsberg liegt im Dreieck zwischen dem oberen Elztal (Oberprechtal), dem mittleren Elztal sowie dem Simonswäldertal. Über den Gipfelkamm verläuft die Grenze zwischen dem Landkreis Emmendingen im Westen und dem Schwarzwald-Baar-Kreis im Osten. 
Das Gipfelplateau des Rohrharsbergs beschreibt einen nach Süden offenen Bogen mit drei Hochpunkten. Der höchste ist die Ostkuppe mit 1153,2 m ü. NHN, die Westkuppe (Breitbühl) erreicht 1152,3 m ü. NHN, und auf der Nordkuppe mit 1150,2 m ü. NHN befinden sich weithin sichtbar ein etwa 30 m hoher Funkturm der Deutschen Telekom und seit 2004 ein Windrad. 
Nach Nordosten erstreckt sich in der flachen Mulde des Heiliggeistlochs eine große Grünlandfläche, in deren unterem Bereich der Schänzlehof mit dem Gasthaus Schwedenschanze liegt. Im Sattel zwischen Nord- und Ostgipfel liegen die Wälle der sogenannten Schwedenschanze. Die quadratische Anlage ist Teil einer Abfolge von alten Verteidigungsanlagen, in Karten als die Linie bezeichnet.

## Schutzgebiete
Um den Rohrhardsberg befinden sich mehrere Naturschutzgebiete: Rohrhardsberg-Obere Elz und die zwei westlich benachbarten Gebiete Yacher Zinken und Kostgefäll. Das gesamte Farnberg-Gebiet ist als Natura-2000-Gebiet ausgewiesen. Im Modellprojekt Rohrhardsberg wurde vereinbart, nur eine schmale Achse zwischen Brend und Schwedenschanze für sportliche und touristische Zwecke zu nutzen und große Bereiche weitgehend ungestört zu belassen. 
Im Rohrhardsberggebiet wurde 2007 einer der ersten Natura-2000-Managementpläne des Regierungspräsidiums Freiburg fertiggestellt; in das Gebiet fließen ferner seit 2006 Mittel aus dem LIFE-Programm der EU zur Sicherung des Netzwerkes Natura 2000. In Kooperation mit ansässigen Landwirten wird hier unter anderem eine weitere Öffnung von verbrachenden oder aufgeforsteten Weidfeldern durchgeführt.

## Freizeit
Im Winter ist der Farnberg-Rücken zwischen Rohrhardsberg und Brend ein beliebtes Skigebiet; im Sommer ermöglichen die vielen Wanderwege des Schwarzwaldvereins, wie z. B. der Zweitälersteig, ausgedehnte Wandertouren durch das Gebiet.